# Endasys callidius
Endasys callidius är en stekelart som beskrevs av Luhman 1990. Endasys callidius ingår i släktet Endasys och familjen brokparasitsteklar. Inga underarter finns listade i Catalogue of Life.